# Вилађо Сан Паоло (Кунео)
Вилађо Сан Паоло је насеље у Италији у округу Кунео, региону Пијемонт.
Према процени из 2011. у насељу је живело 76 становника. Насеље се налази на надморској висини од 443 м.